# Фофудя
Фофудята (на гръцки: φουφουδότης, фуфудотис) е източна, т.е. левантийска и ориенталска дреха от златотъканна материя.
Вероятно е пренесена като традиция от древните култури и цивилизации на Двуречието във Византия. Дрехата съответства или отговаря на ефод (на латински: amiculum humerale; на иврит: אֵפוֹד) – наметало, споменато в Стария завет за първосвещениците.
Думата се среща във византийски текстове от X – XII век за връхните роби в дворовете на византийския василевс, т.е. по време на управлението на Македонската династия, Комнините и Ангелите до падането на Константинопол под властта на латините през 1204 г.